# هارلکستون
هارلکستون (به انگلیسی: Harlaxton) یک روستا در بریتانیا است که در Harlaxton واقع شده‌است. هارلکستون ۷۰۵ نفر جمعیت دارد.